# Bernd Dörfel
Bernd Dörfel (Amburgo, 18 dicembre 1944) è un ex calciatore tedesco, di ruolo centrocampista e attaccante.

## Biografia
Anche suo padre Friedo e suo fratello Gert sono stati calciatori.

## Carriera

### Club
Ha giocato nella prima divisione tedesca ed in quella svizzera, di cui è anche stato capocannoniere.

### Nazionale
Ha segnato in totale 2 reti in 15 presenze nella nazionale tedesca occidentale.

## Palmarès

### Club

#### Competizioni nazionali
- Coppa Svizzera: 1

Servette: 1970-1971

### Individuale
- Capocannoniere del Campionato svizzero: 1

1971-1972 (17 gol,  a pari merito con Herbert Dimmeler)